# Географија Либије
Либија (арап. دولة ليبيا-) је држава Магреб региона на северу Африке на обали Средоземног мора. Налази се између Египта на истоку, Судана на југоистоку, Чада и Нигера на југу и Алжира и Туниса на западу.
Са површином од скоро 1.800.000 км², Либија је четврта по величини држава афричког континента и 17. у свету. Главни град Триполи је дом за 1,7 милиона, од око 6,4 милиона људи који живе у Либији. Три традиционалне регије ове државе су Триполитанија, Фезан и Киренаика. Либија има један од највећих БДП-а по становнику у Африци, углавном због њених великих нафтних резерви и мале популације.
Либија је била пионир у Северној Африци у заштити врста, стварањем заштићеног подручја Ел Куф 1975. године. Пад режима Моамера Гадафија довео је до повећаног криволова: „Пре пада Гадафија, чак су и ловачке пушке биле забрањене. Али од 2011. године, криволов се спроводи ратним оружјем и софистицираним возилима у којима се може наћи и до 200 глава газела које су убили припадници милиције који лове да би прекратили време. Такође смо сведоци појаве ловаца без везе са племенима која традиционално практикују лов. Они пуцају у све што пронађу, чак и током сезоне парења. Више од 500.000 птица се убија на овај начин сваке године, када заштићена подручја заузму племенски поглавари који су их присвојили. Животиње које су некада тамо живеле су све нестале, ловљене су када су јестиве или пуштене када нису“, објашњава зоолог Халед Етајеб.

## Положај
Либија се простире на преко 1.759.540 км² што је чини 17. највећом државом на свету. Њена површина нешто је мања од површине Индонезије и већа је укупној површини Немачке, Шпаније и Француске заједно. Налази се између 9° и 34° сгш, и 9° - 26° игд. Граничи се са Египтом на истоку, Тунисом и Алжиром на западу, Републиком Чад и Суданом на југу и Нигером на југозападу. Северну границу Либије чини Средоземно море, чије се воде у близини ове државе често називају Либијским морем. Са 1.770 километара обале, Либија је највећа средоземна држава афричког континента.
Најсевернија тачка Либије је на граници са Тунисом - Рас Ађир, најјужнија је на тромеђи Чада, Судана и Либије. Најисточнија је Марса ер Рамла на граници са Египтом и најисточнија на међи са Алжиром у подгорини Тасилин Аџера. На основу положаја, пружања и граница, закључује се да је Либија северноафричка, медитеранска, сахарска и једним делом магребска држава.

## Геологија
У прекамбрији се формирало иницијално копно северне Африке — Сахарска плоча. Она је током дугог геолошког периода била прекривена морем, што је условило велику количину енергетских седименета (нафта, гас). Током палеозоика наступила је глацијација (ордовик), а центра заглечерености био је у Сахари. Лед се простирао и преко данашње Либије, где су откривени леднички фрагменти из овог доба. Средином карбона Сахарску плочу је захватила херцинска орогенеза. Она је условила издизање копна, засвођавање и ариднију климу. У карбону и перму наступа друга глацијација, којом је била захваћена цела Гондвана. Мезозојска ера доноси интезивније тектонске покрете. Сахарска плоча се у тријасу и јури издиже и у њој преовладава континентални режим. Услед распада праконтинента Гондване, долази до поновне треансгресије мора на северу. Налазишта нафте и гаса у Либији управо су везана за период горње креде. Најзад у кенозоику обалска црта поприма савремени карактер, а уз то и клима и природно окружење.
Сахарска плоча чини фундамент грађен од кристаластих шкриљаца, гнајса, кварцита и амфиболита. Јављају се значајни пробоји гранита, а на југу Либије има и магматских пробоја и излива (Тасилин Аџер, Тибести). У дубоким депресијама и синклиналама акумулиране су паелозојске, мезозојске и кенозојске стене. Лавични платои карактеристични су за јужни део Либије и централни део земље (Ел Харуџ ел-Асвад).

## Рељеф
У рељефу Либије могу се издвојити три целине: Средоземно приобаље, Либијска пустиња и Сахара. Средоземно приобање обухават узак појас од границе са Тунисом до границе са Египтом. У њему је концентрисан највећи део становништва (око 95%). У западном делу око Триполија истиче се плодна низија Џефара, грађена од седиментних стена, на југу се издиже плато Џабал Нафуса висине 800 метара. Џефара се наставља у Триполитанију, где је копно увучено и чине га бројне лагуне и заливи (Мали и Велики Сирт). Даље ка истоку наставља се Киренајка у чијем пределу се истиче планина Ел Џабал ел Ахдар висине 876 метара.
Средоземна приобална низија јужније о низије Џефара прелази у камените пустиње Хамада ел Хамра и Хамада Тингерт, које неприметно залазе у песковита простанства Едејен Убари и Едејен Музрук. У крајњим југозападним деловима Либије издижу се висоравни Тасилин Аџер и Џадо. Они ка истоку прелазе у подгорине Тибестија у чијем се севеном делу пружа Серир Тибести, шљунковити плато. Источни и југоисточни квадрант Либије захвата Либијска пустиња. Она је грађена од камбријских метаморфних стена и прекривена је моћним слојем кварцног песка. Ово је најсувљи и најнегостуљубивији предео Либије и Сахаре уопште Од залива Велики Сирт до платоа Енеди у Чаду готово да нема нити једен оазе или насељених пункта. Пустиња се ка југу благо издиже од 100 до 500 метара надморске висине. У централном делу Либије доминира вулкански плато Ел Харуџ ел-Асвад висине 1200 метара. Највиша тачка државе је Бику Бити (2.267 м) на Тибестију, а најнижа тачка је Сабхат Гизајил —47 метара.

## Клима
Клима Либије је средоземна у уском приобалном појасу између Триполија у Тобрука. Одликују је средње јануарске температуре од око 12 °C (Триполи 11,1, а Бенгази 13,3 °C) и средње јулске око 25 °C (Триполи 27,2 °C). На ово поднебље велики утицај имају ветрови који у зимској половини године дувају с мора на копно. Они доносе већу количину падавина, које се смањују у правцу запад-исток. У периоду од новембра до марта у приобаљу се излучи у просеку око 150-400 милиметара талога. У планинском делу Киренајке падне и до 600 мм, а ка југу се нагло смањује на свега 100 мм годишње.
Даље ка унутрашњости клима поприма типичан пустињски карактер. Средње јануарске температуре су изнад 10 °C, а јулске око 35 °C. Екстремне вредности достижу и преко 50 °C, док се преко дана песак угреје на 60-70 Целзијуса. Овај део Либије под утицајем је пасата који дувају преко целог дана током зиме у правцу северозапад-југоисток. Н југу дува харматан, који је продужетак пасата. То је изузетно сув и топао ветар. Под утицајем Атлантске депресије у Либијској пустињи честе су пешчане олује. У централном и јужном дели Либије падавине су изузетно оскудне. Годишња количина је мања од 100 милиметара (Едејен Музрук - 10 мм). Подгорине Тибестија и Тасилин Аџера примају свега око 120 мм талога. Услови за живот у деловима Либије јужније од средоземног појаса су изузетно неповољни и сурови.

## Хидрографија
Недостатак падавина има за последицу недостатак сталних река или потока, а око 20 сталних језера су слана. Повремених и изузетно кратких токова има у приобаљу - Вади ел-Хамим, Вади Замзам, Вади Бај ел-Кабир и др. Уадији се јављају и на југу у подгорини Тибестија и Тасилин Аџера. Распоређивање ограничених количина воде је посао због чека је чак створен „Секретаријат за бране и водене ресурсе“, а наношење штете изворима воде се може казнити високим новчаним и затворским казнама.
Влада је изградила мрежу брана у вадијима, сувим речним коритима, који се претворе у бујице после јаких киша. Ове бране се користе и као резервоари за воду и као контрола поплава и ерозијама. Области око вадија су густо насељене јер је ту земљиште погодно за земљорадњу, а вода се кроз бунаре доводи на површину. Међутим, у многим вадијима количина воде у земљи опада, посебно у областима где је интензивна пољопривреда и близу великих градских центара. Због тога је влада преусмерила пројекте о контроли воде у подручја где је потражња за подземном водом мање изражена. Такође је предузела широки пројекат пошумљавања.

## Живи свет и педологија
Сходно изузетно оштрој клими и неповољним условима флора Либије је слабо развијена. У уском приобалном појасу расту типично средоземне биљке - жбунасте ксерофитне врсте, те борови, клека, кедар и маслине. Палма је најзаступљенија врста како у приобаљу тако и у унутрашњости око већих оаза. Либијска пустиња и Сахара представљају огромна пространства без вегетације. У ретким оазама има обрадивог земљишта где се гаје урме и уљане палме. Животињски свет је такође веома оскудан. Карактеристични врсте овог поднебља су камиле, козе, антилопе, затим шкорпиони, гуштери и змије.
Педолошки покривач Либије је веома сиромашан. У узаном појасу приобаља земљиште је плодније и углавном обрадиво. У унутрашњости доминирају пустињски песковити, каменити и глиновити предели и заравни, који су изузетно неплодни и неискоришћени. Тло је огољено, а у депресијама најчешће и заслањено (слатине).